# Stefano De Luca
Stefano De Luca (ur. 7 kwietnia 1942 w Paceco) – włoski polityk, prawnik, parlamentarzysta krajowy i eurodeputowany, sekretarz krajowy Włoskiej Partii Liberalnej.

## Życiorys
Z wykształcenia prawnik, specjalizował się w zakresie prawa handlowego. Był dyrektorem różnych przedsiębiorstw, pracował także jako publicysta.
W 1959 został członkiem Włoskiej Partii Liberalnej (PLI). Pełnił funkcję radnego i asesora w administracji miejskiej Palermo. W latach 1983–1996 sprawował mandat posła do Izby Deputowanych IX, X, XI i XII kadencji. Od 1987 do 1994 w siedmiu kolejnych rządach zajmował stanowisko podsekretarza stanu ds. finansów.
Gdy w 1994 na skutek afer korupcyjnych (tzw. Tangentopoli) nastąpiło rozwiązanie jego ugrupowania, Stefano De Luca wraz z grupą liberałów przystąpił do Forza Italia. W tym samym roku został wybrany do Parlamentu Europejskiego IV kadencji, w którym zasiadał do 1999. Pracował w Komisji Kontroli Budżetu oraz Komisji Rolnictwa i Rozwoju Wsi.
Od 1997 brał udział w działaniach mających na celu reaktywację partii liberalnej. Ostatecznie w 2004 został sekretarzem krajowym nowej Włoskiej Partii Liberalnej, pełnił tę funkcję do 2014. W 2008 był kandydatem tego ugrupowania na urząd premiera Włoch.